# Extrakunia comstocki
Extrakunia comstocki là một loài bướm đêm trong họ Noctuidae.